# Pierre Joseph Desault

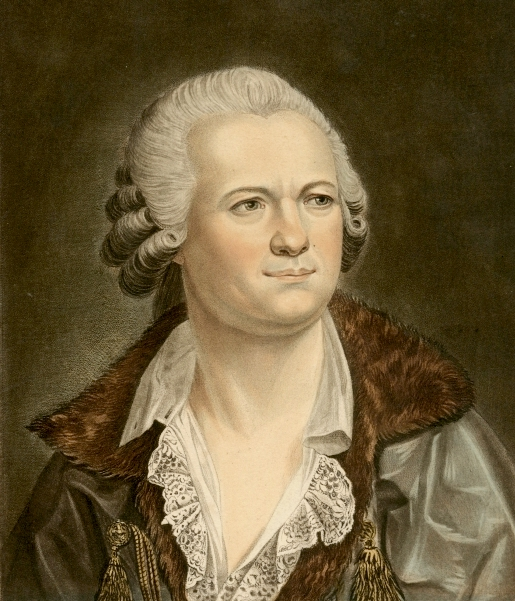
Pierre-Joseph Desault

Pierre Joseph Desault, född 6 februari 1744, död 1 juni 1795, var en fransk kirurg.
Desult var grundläggare av den franska kirurgiska anatomin, kirurg vid Charité i Paris, senare vid Hôtel Dieu. Desault var den förste, som började med klinisk undervisning i Frankrike, och till honom strömmade lärjungar från hela världen. Nästan alla delar av kirurgin reformerade han, och flera av hans metoder användes ännu på 1900-talet. Desault återupptog den av Ambroise Paré införda metoden att stilla blödning genom att underbinda blodkärl. Han införde operationer för harmynthet, struma med flera tillstånd. På Desaults initiativ tillkom Journal de chirurgie. Desaults lärjunge Marie François Xavier Bichat utgav hans Oeuvres chirurgicales (2 band, 1798).